# IC 3800
 IC 3800 ist ein Galaxienpaar im Sternbild Jagdhunde. 
Das Objekt wurde am 21. März 1903 vom badischen und später deutschen Astronomen Max Wolf entdeckt.